# Vert (Landas)
 Vert  (así también en occitano) es una población y comuna francesa, situada en la región de Aquitania, departamento de Landas, en el distrito de Mont-de-Marsan y cantón de Labrit.

## Demografía
| 253 | 221 | 213 | 206 | 193 | 209 |
| Para los censos de 1962 a 1999 la población legal corresponde a la población sin duplicidades (Fuente: INSEE [Consultar]) |     |     |     |     |     |